# Наконечнянська сільська рада
Наконечнянська сільська рада — колишній орган місцевого самоврядування у Яворівському районі Львівської області. Адміністративний центр — село Наконечне Друге.

## Населені пункти
Сільській раді підпорядковані населені пункти:
- с. Наконечне Друге
- с. Наконечне Перше

## Склад ради
Рада складається з 16 депутатів та голови.

### Керівний склад попередніх скликань
| ПІБ                         | Основні відомості                                                                           | Дата обрання | Дата звільнення |
| --------------------------- | ------------------------------------------------------------------------------------------- | ------------ | --------------- |
| Глущак Володимир Богданович | Сільський голова, 1956 року народження                                                      | 26.03.2006   | 31.10.2010      |
| Дубіль Степан Іванович      | Сільський голова, 1958 року народження, освіта середня спеціальна, безпартійний             | 31.10.2010   | 09.09.2012      |
| Черкас Марія Іванівна       | Сільський голова, 1959 року народження, освіта вища, Всеукраїнське об'єднання «Батьківщина» | 09.09.2012   |                 |

Примітка: таблиця складена за даними джерела